# Frida Hjertberg
Kathinka Valfrida "Frida" Hjertberg, född 5 februari 1866 i Linköpings församling, Östergötlands län, död 19 juli 1936 i Göteborgs domkyrkoförsamling, Göteborgs och Bohus län, var en svensk lokalpolitiker (Moderata valmansföreningen).

## Biografi
Frida Hjertberg blev 1911 en av de första 37 kvinnliga stadsfullmäktige i Sverige, och den första kvinnliga ledamoten i Göteborgs stadsfullmäktige tillsammans med Thyra Kullgren. 
Hjertberg var dotter till bibliotekarien vid Cluteborgs folkbibliotek Walfrid Hjertberg. Hon tog examen vid Sigrid Rudebecks skola i Göteborg 1882, var guvernant, student vid Högre lärarinneseminariet 1889, och sedan lärare vid Sigrid Rudebecks skola. Hon var biträdande föreståndarinna vid läroverket 1902–1904 och blev 1904 föreståndare. Hon var styrelseledamot av Sigrid Rudebecks skola, Göteborgs kvinnliga seminarium, Pedagogiska Sällskapet, Göteborgs Flickskoleförening och Göteborgs Lärarinnors Sjukhjälpsförening. Hon var ombud för Svenska Kvinnornas Nationalförbund.